# Stethantyx albinoi
Stethantyx albinoi är en stekelart som beskrevs av Alfred Byrd Graf 1980. Stethantyx albinoi ingår i släktet Stethantyx och familjen brokparasitsteklar. Inga underarter finns listade i Catalogue of Life.